# Vittus Qujaukitsoq
Vittus Qujaukitsoq är en grönländsk politiker som har företrätt partiet Siumut. Efter Landstingsvalet 2013 blev han finans- och inrikesminister i Aleqa Hammonds regering, och blev efter nyvalet 2014 minister för näringsliv, arbetsmarknad och handel.Efter att ha slutat som minister har han bildat Nunatta Qitornai, ett nytt separatiskt parti.
I maj 2015 besökte Qujaukitsoq Sverige för att konsolidera samarbetet mellan Arjeplog Test Management och den grönländska staden Kangerlussuaq, vilket syftar till att etablera ett biltestcenter i Kangerlussuaq.